# Lily Cole
Lily Luahana Cole (Torquay, 27 dicembre 1987) è un'attrice e modella inglese.

## Biografia
Inizia la carriera di modella per caso a quattordici anni quando, dopo aver mangiato un hamburger in una via famosa di Londra (nel quartiere di Soho), viene notata dal talent-scout Benjamin Hart che la lancia come modella e come attrice.
L'ascesa nel mondo delle indossatrici è rapida e brillante; a partire dal 2003 diventa infatti una modella a livello internazionale e sfila tra New York, Londra, Milano e Parigi per tutte le più importanti case di moda al mondo: Chanel, Christian Dior, Versace, Gucci, Valentino, Hermès, Burberry, Salvatore Ferragamo, Gianfranco Ferré, Jean-Paul Gaultier, John Galliano, Alexander McQueen, Marc Jacobs, Zac Posen, Oscar de la Renta, Donna Karan, Paul Smith, Prada, Vivienne Westwood, Fendi, Missoni, Roberto Cavalli, Kenzo, Trussardi e moltissime altre.
Lily Cole viene immortalata dai più grandi fotografi sulla copertina di riviste come Vogue, Numéro, Harper's Bazaar, Playboy, i-D, Velvet e molte altre. È stata inoltre testimonial di importanti campagne pubblicitarie tra cui: Hermès, Moschino, Prada, Chanel, Christian Lacroix, De Beers, Tiffany, Marc Jacobs, Longchamp, Cacharel, Anna Sui, MAC e altri. Nel 2009 ha firmato un contratto come testimonial per Rimmel. Insieme a Jessica Stam, Heather Marks, Lisa Cant, Sasha Pivovarova e Vlada Rosljakova la Cole ha rappresentato negli anni 2000 il gruppo delle top model soprannominato "Doll-Face" (viso da bambola).
Ha recitato in commedie come St. Trinian's al fianco di Rupert Everett, Colin Firth e Gemma Arterton. In seguito compare nei film Phantasmagoria: The Visions of Lewis Carroll con Marilyn Manson, Evan Rachel Wood e il premio Oscar Tilda Swinton, pellicola che però non è stata distribuita. Ricopre poi il ruolo di Valentina in Parnassus - L'uomo che voleva ingannare il diavolo al fianco di Heath Ledger, il quale non termina le riprese, Johnny Depp, Colin Farrell, Tom Waits, Christopher Plummer e Jude Law, con il quale si rincontrerà sul set di Rage nel cui cast sono presenti il premio Oscar Judi Dench e l'attore Steve Buscemi. Nel 2010 partecipa al Calendario Pirelli, fotografata da Terry Richardson. Nell'ottobre 2017 è stata membro della giuria del BFI London Film Festival, nella sezione ufficiale, presieduta dalla regista Andrea Arnold.

## Vita privata
Nel 2006 viene accettata alla Cambridge University: inizialmente sceglie l'indirizzo Scienze politiche e sociali ma dopo aver rinviato per due volte l'inizio del corso, decide di cambiare e sceglie Storia dell'Arte. Lily è una delle migliori studentesse del suo corso. Nel 2007 compare nella classifica delle giovani persone più ricche in Inghilterra, stilata dalla rivista The Sunday Times. Nel 2008 ha avuto una relazione con l'attore britannico Jude Law; dall'estate dello stesso anno è stata sentimentalmente legata all'attore americano Enrique Murciano fino al febbraio del 2011. Nel marzo 2015 annuncia di essere in attesa del suo primo figlio, dal fidanzato Kwame Ferreira. Nel mese di settembre diventa madre di una bambina, Wylde Cole Ferreira.

## Filmografia

### Cinema
- St. Trinian's, regia di Oliver Parker e Barnaby Thompson (2007)
- Parnassus - L'uomo che voleva ingannare il diavolo (The Imaginarium of Doctor Parnassus), regia di Terry Gilliam (2009)
- Rage, regia di Sally Potter (2009)
- There Be Dragons - Un santo nella tempesta (There Be Dragons), regia di Roland Joffé (2011)
- The Moth Diaries, regia di Mary Harron (2011)
- Confession of a Child of the Century, regia di Sylvie Verheyde (2012)
- Biancaneve e il cacciatore (Snow White & the Huntsman), regia di Rupert Sanders (2012)
- The Zero Theorem - Tutto è vanità (The Zero Theorem), regia di Terry Gilliam (2013) - cameo
- Orion, regia di Asiel Norton (2015)
- Gravy, regia di James Roday (2015)
- The Messenger, regia di David Blair (2015)
- Absolutely Fabulous - Il film (Absolutely Fabulous: The Movie), regia di Mandie Fletcher (2016)
- Star Wars: Gli ultimi Jedi (Star Wars: Episode VIII -The Last Jedi), regia di Rian Johnson (2017)
- London Fields, regia di Mathew Cullen (2018)
- Klimt & Schiele - Eros e Psiche, regia di Michele Mally (2018)

### Televisione
- Doctor Who – serie TV, episodio 6x03 (2011)
- Elizabeth I – miniserie TV, 3 episodi (2017)
- Upstart Crow – serie TV, episodio 3x07 (2018)
- The Split – serie TV, episodio 3x02 (2022)

### Cortometraggi
- Passage, regia di Shekhar Kapur (2009)
- Red Shoes, regia di Lorna Tucker (2013)
- Princess Taxi Girl, Part 2, regia di Martin Creed (2016)
- Utopia, regia di Adam Thirlwell (2018)

### Videoclip
- Queenie Eye di Paul McCartney (2013)
- Sacrilege di Yeah Yeah Yeahs (2013)

## Agenzie
- Storm Model Agency
- D Management Group
- Marilyn Agency
- View Management - Spagna
- IMG Models - New York
- Donna Models - Giappone
- MY Model Management